# Frieda Eichelsheim
Friederike Johanette Wilhelmine Eichelsheim (* 26. März 1873 in Wiesbaden; † 9. Dezember 1953 in Strinz-Trinitatis) war eine deutsche Theaterschauspielerin.

## Leben
Eichelsheim, die Tochter eines Bankbeamten, wurde von Max Köchy unterrichtet. Sie begann ihre Bühnenlaufbahn 1890 in Potsdam (Debütrolle „Gretchen“), wirkte 1891 bis 1894 in Kassel und seit 1894 am Hoftheater Darmstadt, wo sie im Fache der jugendlichen Liebhaberinnen und ersten Heldinnen höchst erfolgreich tätig war. Ihr Lebensweg nach 1916 ist unbekannt.
Sie erfreute sich der wohlbegründeten Gunst des Publikums und der Presse. In der Klassik wie im modernen Stück wusste sie den verschiedensten Charakteren gerecht zu wurden, wobei ihr schauspielerischer Takt, feines Stilgefühl und prächtige Charakteristik zustattenkamen. Ihre Leistungen sind kein Stückwerk, sondern wuchsen organisch von innen heraus. „Porzia“, „Jungfrau von Orleans“, „Maria Stuart“, „Milford“, „Antigone“, „Orsina“, „Ada“ in Sodoms Ende, „Adelheid“ in Journalisten, „Magda“ in Heimat, „Gräfin Autreval“ wären besonders zu nennen.